# Chiesa cattolica in Tunisia
La Chiesa cattolica in Tunisia è parte della Chiesa cattolica universale in comunione con il vescovo di Roma, il papa.

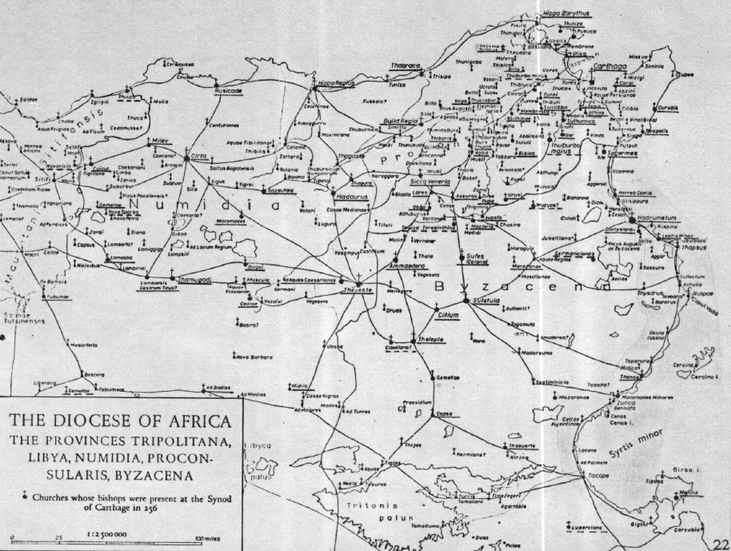
Mappa delle diocesi africane al tempo di san Cipriano

## Storia

### Epoca romana

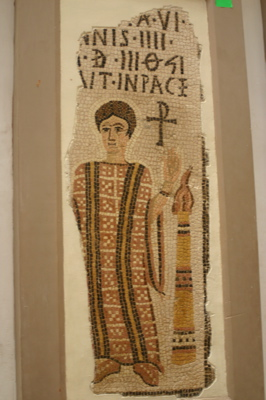
Mosaico cristiano conservato al Museo del Bardo di Tunisi

L'attuale Tunisia corrisponde alla parte centrale dei territori della provincia romana dell'Africa Proconsolare. Dalla fine del III secolo questo territorio prenderà il nome di Byzacena.
Non esistono testimonianze dirette sulle origini del cristianesimo africano. Ai tempi di Tertulliano e Cipriano (seconda metà del III secolo), la Chiesa nordafricana era già organizzata territorialmente con molte diocesi; ciò fa supporre che la nuova religione fosse giunta sulle coste dell'Africa Proconsolare già verso la metà del I secolo. Sant'Agostino afferma che il cristianesimo si diffuse dapprima nelle comunità ebraiche di Sousse, Cartagine ed Utica. La Chiesa di Cartagine fu la prima a celebrare la propria liturgia in lingua latina, mentre a Roma si utilizzava ancora il greco.
Come un po' ovunque nell'impero romano, anche la Chiesa nordafricana, che ben presto avrà in Cartagine il suo centro principale, subì nel corso dei primi tre secoli dell'era cristiana diverse persecuzioni. Ricordiamo i principali martiri di queste terre: i martiri scillitani (180), Perpetua e Felicita e compagni (203), Cipriano (258), i martiri di Abitina (304).
Il cristianesimo si diffuse soprattutto fra la popolazione romanizzata, mentre l'evangelizzazione delle popolazioni indigene berbere fu tardiva (in epoca bizantina) e poco incisiva. Già alla fine del II secolo si contavano comunità cristiane in tutti i più importanti centri abitati. Nel corso del III secolo i metropoliti di Cartagine presero la consuetudine di celebrare dei concili locali. In questo modo si conoscono il numero dei vescovi nordafricani e la loro distribuzione geografica: nel 220 il primo concilio riunì 70 vescovi; negli anni 236-240 un nuovo concilio riunì più di 80 vescovi, che divennero più di 100 nel 256. La maggior parte di questi prelati proveniva da territori corrispondenti alla Tunisia di oggi. Queste cifre sono significative della vitalità della Chiesa africana, se si tiene presente che il primo concilio di Arles nel 314 riunì solo 16 vescovi di tutta la Gallia.
La Chiesa tunisina fu una chiesa ricca di forti personalità, che diedero vita per primi ad una teologia in lingua latina ed influirono profondamente sul successivo sviluppo teologico della chiesa cattolica. Tra queste figure abbiamo già menzionato Tertulliano, Cipriano ed Agostino: si deve al loro contributo l'attuale teologia cattolica della grazia e della predestinazione, e la teologia di alcuni sacramenti, come il battesimo e la penitenza. Ricca è anche la letteratura cristiana di questi primi secoli nel campo della storia e della spiritualità, in cui emergono soprattutto le figure di Vittore di Vita, Quodvultdeus di Cartagine e Fulgenzio di Ruspe. Inoltre è a Cartagine che nasce il genere letterario della passio dei martiri.
La Chiesa cartaginese diede tre papi alla Chiesa cattolica: Vittore I (189-199), Milziade (311-314) e Gelasio I (492-496).
La Chiesa nordafricana fu scossa da una grave questione di disciplina ecclesiastica circa l'atteggiamento da tenere nei confronti dei lapsi, ossia di quei cristiani che durante le persecuzioni avevano abiurato la fede cristiana. Il problema, che si era già posto nel III secolo all'epoca di Cipriano, ritornò prepotentemente dopo il 313: ad una posizione più moderata e conciliante si contrappose l'atteggiamento di Donato, vescovo di Cartagine, e dei suoi seguaci (fondatori del donatismo), che invece sostenevano che i lapsi dovevano essere ribattezzati, perché con la loro abiura avevano rinunciato ad essere cristiani. L'inconciliabilità fra le due posizioni portò ad uno scisma nella chiesa nordafricana, che sopravvisse fino all'arrivo degli arabi nel VII secolo. Questa divisione, che vide vescovi e preti donatisti coabitare con vescovi e preti cattolici, indebolì sensibilmente la Chiesa nella Byzacena.

### Epoca vandalica e bizantina
Nella prima metà del V secolo la situazione peggiorò sensibilmente per la Chiesa cattolica. Infatti nel 429 i Vandali, di stanza in Spagna, attraversarono il mare, conquistarono Tangeri ed iniziarono la loro marcia per tutto il Nordafrica. Nel 439 presero la città di Cartagine e nel 442 firmarono un accordo con l'imperatore Valentiniano III che cedette loro le province africane di Proconsularis, Byzacena e Tripolitana. I Vandali erano cristiani ariani ed adottarono una politica di annientamento sistematico del cattolicesimo: iniziarono così persecuzioni e deportazioni, furono distrutti i libri liturgici, fu vietato il culto e ad un certo punto furono mandati in esilio tutti i vescovi cattolici.
Il martirio della Chiesa africana durò un secolo, fino a quando nella battaglia di Ad Decimum (533) i Vandali furono definitivamente sconfitti dai Bizantini, che con Giustiniano I (527-565) avevano intrapreso una politica di ricostituzione dell'antico impero. Il periodo bizantino della Chiesa in Tunisia durò oltre un secolo e mezzo; è un periodo caratterizzato da forti contrasti teologici (monotelismo ed iconoclastia), ma anche da una intensa campagna di evangelizzazione della zona presahariana verso i Berberi.

### Epoca araba e turca
Dopo la conquista dell'Egitto, dal 647 gli Arabi iniziarono a fare incursioni e razzie nell'Africa bizantina. Nel 670 fondarono la città di Kairouan stabilendosi così nella provincia Byzacena. Nel 697 conquistarono Cartagine e nel 709 arrivarono a Tangeri, occupando così tutta l'Africa romana. Di fronte alle incursioni e all'occupazione, buona parte dei cristiani si rifugiarono in Sicilia ed in Italia. Gli arabi lasciarono liberi i cristiani di esercitare privatamente la loro religione in cambio di una forte tassazione; inoltre ai cristiani era fatto divieto di fare proselitismo, di costruire o riparare gli edifici religiosi (chiese e monasteri), di occupare cariche pubbliche, ed inoltre era loro vietato impedire in alcun modo le conversioni all'islam (i primi a passare alla nuova religione furono i Berberi, da poco convertiti al cristianesimo). Per il cristianesimo in Tunisia inizia un progressivo ed inesorabile declino, che, a differenza di quello egiziano, porterà alla scomparsa della Chiesa intesa come comunità organizzata di vaste proporzioni. Le poche testimonianze sulla presenza di cristiani tra l'VIII ed il XII secolo si devono a scrittori arabi, ad alcune lettere pontificie ed alle testimonianze archeologiche: alcune comunità organizzate sopravvissero ben oltre l'occupazione araba di Cartagine, a Kairouan, Tozeur e Nefta; una lettera di papa Leone IX (1053) menziona l'episcopato africano, ridotto a cinque vescovi; nel 1076, da una lettera di papa Gregorio VII, sappiamo che Cartagine è l'unica sede vescovile africana in quell'epoca. Molti cristiani infine vengono ridotti in schiavitù dai possidenti arabi.
A partire dal XII secolo nelle città della costa tunisina si aprono centri commerciali europei, dove è presente molto spesso una cappella o chiesa, in cui le autorità musulmane permettono l'esercizio del culto cristiano. Gli accordi commerciali, spesso accompagnati da clausole politico-religiose, permettono l'arrivo di diverse congregazioni religiose, inizialmente i Cappuccini (1624), i Trinitari (1720) e i Domenicani, e successivamente i Gesuiti, i Lazzaristi e gli Agostiniani; questi ordini si propongono come loro scopo primario il riscatto degli schiavi cristiani. Di fatto sarà questa la principale opera di evangelizzazione fino all'abolizione della schiavitù in Tunisia nel 1828, accanto alla cura pastorale dei commercianti e marinai europei.

### Epoca moderna e contemporanea

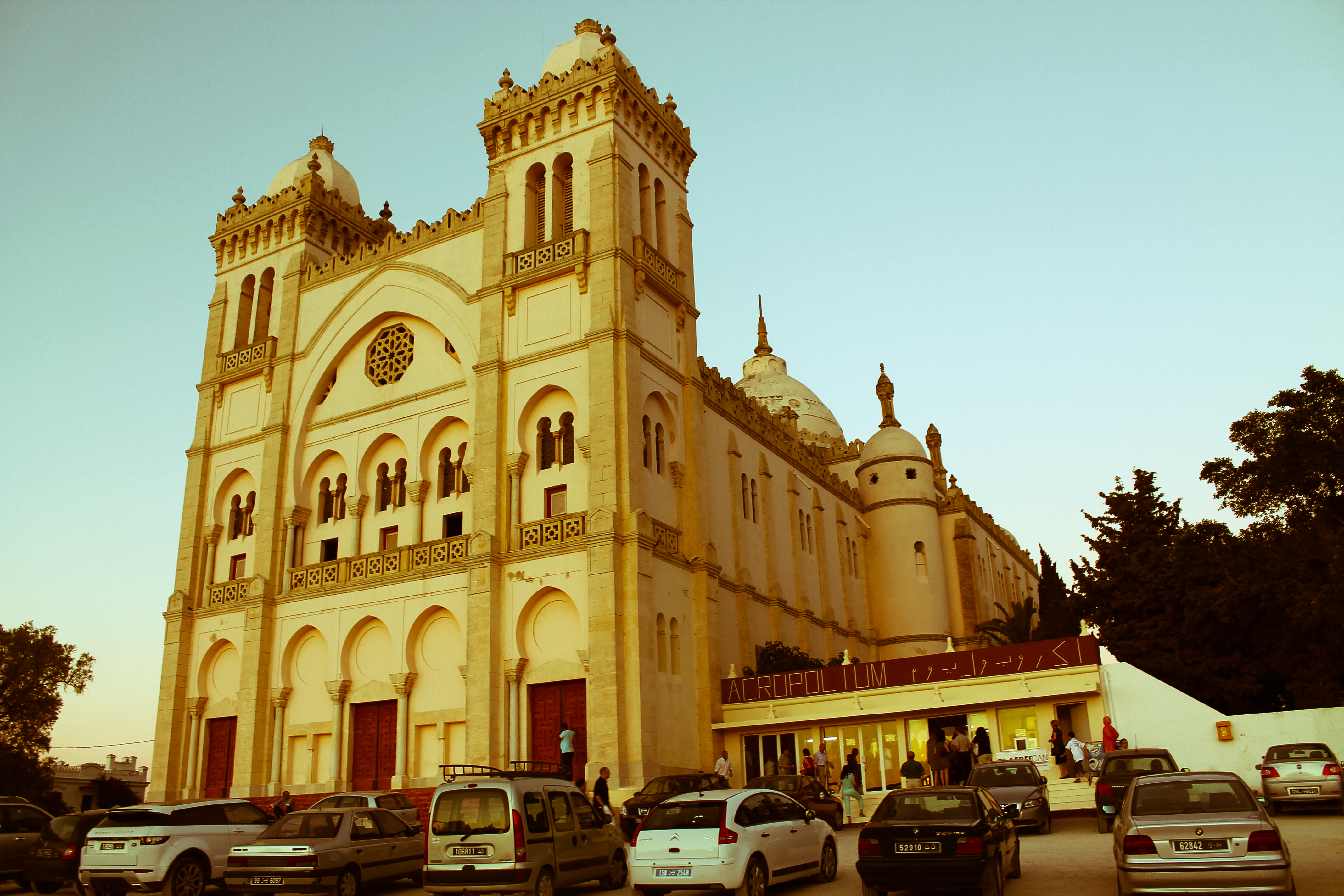
L'ex cattedrale di San Luigi a Cartagine.

Nel 1624 è istituita la missione dei Cappuccini a Tunisi, eretta a vicariato apostolico nel 1843, e che nel 1884 assunse il nome di arcidiocesi di Cartagine, in ricordo dell'antica e prestigiosa sede: il primo arcivescovo è il cardinale Lavigerie. Il numero di cattolici nel Paese aumenta sensibilmente dopo il 1881, anno in cui con lo schiaffo di Tunisi la Tunisia diventa protettorato francese, ma si tratta quasi esclusivamente di europei, di cui la maggior parte francesi. Nel marzo 1956 la Tunisia ottiene l'indipendenza: molte famiglie cattoliche lasciano il Paese, tra cui molte che vi abitavano da generazioni, ed il numero dei cattolici diminuisce.
Due fatti importanti segnano la vita del cattolicesimo in Tunisia negli ultimi decenni:
- nel 1992 diventa arcivescovo per la prima volta un arabo: il giordano Fouad Twal;
- il 14 aprile 1996 papa Giovanni Paolo II visita la comunità cattolica tunisina.

## Organizzazione ecclesiastica e statistiche
L'unica circoscrizione ecclesiastica cattolica, che estende la sua giurisdizione su tutti i fedeli cattolici della Tunisia, è l'arcidiocesi di Tunisi, immediatamente soggetta alla Santa Sede.
L'Annuario Pontificio del 2008 riporta questi dati aggiornati al 31 dicembre 2007: 20.100 cattolici su una popolazione totale di oltre 10 milioni di abitanti, 35 preti, 28 religiosi e 126 religiose. Le parrocchie segnalate dall'Annuario Pontificio sono 10, mentre il sito ufficiale elenca 6 parrocchie: 2 a Tunisi (la cattedrale di San Vincenzo de' Paoli e Santa Giovanna d'Arco), ed una ciascuno a La Marsa (San Cipriano), La Goletta (Santi Agostino e Fedele), Susa (San Felice) e Gerba.
Il vescovo di Tunisi è membro della Conferenza episcopale regionale del Nordafrica, che raggruppa gli episcopati di Marocco, Algeria, Tunisia, Libia e Sahara Occidentale.

## Nunziatura apostolica
La nunziatura apostolica di Tunisia è stata istituita il 13 aprile 1972 con il breve Quantopere aestimanda di papa Paolo VI. Sede del nunzio è la città di Algeri in Algeria.

### Pro-nunzi apostolici
- Sante Portalupi, arcivescovo titolare di Cristopoli (22 marzo 1972 - 15 dicembre 1979 nominato nunzio apostolico in Portogallo)
- Gabriel Montalvo Higuera, arcivescovo titolare di Celene (18 marzo 1980 - 12 giugno 1986 nominato pro-nunzio apostolico in Jugoslavia)
- Giovanni De Andrea, arcivescovo titolare di Acquaviva (22 novembre 1986 - 26 agosto 1989 nominato vicepresidente dell'Ufficio del Lavoro della Sede Apostolica)
- Edmond Y. Farhat, arcivescovo titolare di Biblo (26 agosto 1989 - 26 luglio 1995 nominato nunzio apostolico in Macedonia e Slovenia)

### Nunzi apostolici
- Antonio Sozzo, arcivescovo titolare di Concordia (5 agosto 1995 - 23 maggio 1998 nominato nunzio apostolico in Costa Rica)
- Augustine Kasujja, arcivescovo titolare di Cesarea di Numidia (26 maggio 1998 - 22 aprile 2004 nominato nunzio apostolico in Madagascar e nelle isole Seychelles e delegato apostolico nelle isole Comore)
- Thomas Yeh Sheng-nan, arcivescovo titolare di Leptis Magna (22 aprile 2004 - 2015 dimesso)
- Luciano Russo, arcivescovo titolare di Monteverde (14 giugno 2016 - 22 agosto 2020 nominato nunzio apostolico a Panama)
- Kurian Mathew Vayalunkal, arcivescovo titolare di Raziaria (2 febbraio 2021 - 15 marzo 2025 nominato nunzio apostolico in Cile)